# Cruelty and the Beast
Cruelty and the Beast — третий полноформатный альбом английской метал-группы Cradle of Filth, вышедший в 1998 году. Альбом является концептуальным и посвящён Елизавете (Эржебет) Батори — венгерской графине из Чахтице, убивавшей молодых девушек, чтобы получить их кровь и купаться в ней для омоложения.
В песне «Bathory Aria» участвует актриса Ингрид Питт, ведя повествование от лица Батори, которую она играла в фильме «Графиня Дракула» в 1971 году.

## Список композиций
1. Once upon Atrocity — 01:43
2. Thirteen Autumns and a Widow — 07:14
3. Cruelty Brought Thee Orchids — 07:18
4. Beneath the Howling Stars — 07:42
5. Venus in Fear — 02:20
6. Desire in Violent Overture — 04:16
7. The Twisted Nails of Faith — 06:50
8. Bathory Aria: Benighted like Usher; A Murder of Ravens in Fugue; Eyes that Witnessed Madness — 11:02
9. Portrait of the Dead Countess — 02:52
10. Lustmord and Wargasm (The Lick of Carnivorous Winds) — 07:30

## Участники записи
- Дэни Филт — вокал
- Стюарт Анстис — гитара
- Джаен Пирес — гитара
- Робин "Грэйвз" Иглстоун[англ.] — бас
- Лес "Лектер" Смит — клавиши
- Николас Баркер — ударные
- Сара Джезебел Дэва — бэк-вокал
- Дэниэлла Снежна Коттингтон — бэк-вокал
- Ингрид Питт — голос Эржебет Батори